# Пригоди на маленьких островах
«Пригоди на маленьких островах» — радянський художній фільм 1985 року, знятий режисером Усманом Сапаровим на кіностудії «Туркменфільм».

## Сюжет
Батьки шестирічного Керіма — геологи. Вони завжди в експедиціях. Хлопчик живе з дідусем-метеорологом на одному із піщаних островів у Каспійському морі. Він почувається покровителем та господарем навколишнього світу. І коли на острові з'являються браконьєри, Керім безстрашно вступає з ними в нерівну боротьбу.

## У ролях
- Ата Довлетов — Шакір-ага
- Сердар Дурдиєв — Керім
- Мая Нурягдиєва — Айна
- Акмурад Хуммедов — Мула
- Худайберди Ніязов — Шухрат
- Алтин Ходжаєва — Лілі
- Чари Ходжанов — епізод
- Джерен Аллабердиєва — епізод
- Фатіма Гусейнова — епізод
- Борис Серговський — епізод

## Знімальна група
- Режисер — Усман Сапаров
- Сценарист — Усман Сапаров
- Оператор — Якуб Муратназаров
- Композитор — Олександр Кобляков
- Художник — Вікторія Атаєва